# Wielki Meczet w Dubaju
Wielki Meczet w Dubaju – meczet położony w Dubaju w Zjednoczonych Emiratach Arabskich pełniący funkcję nie tylko ośrodka religijnego lecz także kulturalnego. Pierwotnie powstał w 1900 r. jednak po kilkudziesięciu latach został zburzony i w 1960 roku odbudowany. W 1998 r. ponownie go przebudowano. Może się w nim pomieścić ok. 1200 wiernych, ale jest on przeznaczony wyłącznie dla muzułmanów. Wyznawcy innych religii nie mogą do niego wchodzić, poza minaretem z którego można robić zdjęcia.

## Historia
Początkowo w meczecie była szkoła, w której studenci uczyli się na pamięć Koranu. W 1960 roku zbudowano w tym miejscu nowy budynek, który w 1998 r. został przebudowany, by przypominał oryginalny styl z początku wieku. Obecnie jest on jednym z największych meczetów w Dubaju i głównym budynkiem w starej części miasta.

## Architektura
Charakterystyczną cechą meczetu jest najwyższy w Dubaju siedemdziesięciometrowy minaret przypominający kształtem latarnię morską. Piaszczysto-szare ściany budynku nie posiadają praktycznie żadnych upiększeń, choć na pięciu kolumnach znajdujących się przy wejściowej fasadzie znajduje się wiele koranicznych inskrypcji. Dach pokrywa czterdzieści pięć małych i dziewięć większych kopuł, a w drewnianych oknach znajduje się ciemne szkło, które wpasowuje się w charakterystyczny styl starego miasta.